# 日立シビックセンター科学館
日立シビックセンター科学館「サクリエ」（ひたちシビックセンターかがくかん「さくりえ」）は茨城県日立市にある科学館である。

## 概要
1990年12月に開館した。運営管理に関しては指定管理者制度が導入され、公益財団法人 日立市民科学文化財団に委託されている。

## 施設
シビックセンター科学館は日立シビックセンターの1階の一部と8・9・10階にある。1階にはミュージアムショップとインフォメーション、科学館・天球劇場入口があり、展示フロアは8・9階で、天球劇場は9・10階である。
| フロア | 主な施設                                                       |
| ------ | -------------------------------------------------------------- |
| 10F    | 天球劇場出口、展望台                                           |
| 9F     | 科学館、天球劇場入口                                           |
| 8F     | 科学館                                                         |
| 1F     | インフォメーション、ミュージアムショップ、科学館・天球劇場入口 |

### 8F
ほとんど展示物がこのフロアにある。トイレ等は両端それぞれ1か所ずつある。授乳室、チャイルドシート、ベビーシートあり。エレベーター側には多目的トイレもある。

### 9F（科学館）
サイエンススタジオと一部の展示物がある。また、休憩スペースが設けられている。トイレは1か所あり、ベビーシートあり。

### 9・10F
直径22mの天球劇場（プラネタリウム）がある。座席数は226席である。場内での飲食・喫煙は禁止である。入口は9Fで出口は10Fである。トイレは場内にはなく、一回出る必要がある（トイレはエレベーターの横にある）。

### 10F（屋上）
日立市内を展望することが出来る。科学館もしくは天球劇場を利用をすれば入ることができる（無料開放される場合もある）。

## 展示内容
（出典：）

### ひかりキャンバス
- ひかりキャッチ
- カレイドシアター
- カラフルシャドー
- サーフェイス

### ためしてハニカム
- ためしてハニカム
- ドロップチャレンジ
- 確率サイコロ
- 確率ボール
- リピートモーション
- ゆったりブース
- ドレミメーカー
- ボイスメーカー
- 数学パズル
- 歯車あそび
- 伝声管
- 凹凸ミラー
- 握手ミラー

### たんきゅうガレージ/わたし
- わたしビューワー
- スピードタッチ
- バランスチェック
- 変身立体
- 時間センス
- 長さセンス
- 3Dのしくみ

### たんきゅうガレージ/いえ
- 変声インターホン
- 偏光リビング
- ゴーストピクチャー
- 自分だけに聞こえる声
- スマイルチャレンジ
- サーモテーブル
- 食事サイエンス
- ハンドバッテリー
- 電磁石パワー
- 人力発電
- エイムズの部屋
- さかさま迷路
- 混乱ミラー
- パースペクティブマスク

### たんきゅうガレージ/まち
- 科学技術のまち日立
- ロボット画伯アートン
- パワーショベルシミュレーター
- 鉄道模型
- 東京ガス　企業展示
- 鉄球コースター
- パイプフォン

### たんきゅうガレージ/ちきゅう
- 化学発掘チャレンジ
- 日立ジオヒストリー
- 日立ジオサイト
- 日立ネイチャー
- ウミウキャッチャー
- ズームアップネイチャー
- ものさしネイチャー
- 日立の気象観測・予報
- 雨粒ウオッチャー
- 虹のしくみ
- 竜巻装置

### たんきゅうガレージ/うちゅう
- ISSからのながめ
- 月の満ち欠け
- デジタルプラネット

### ひらめきアトリエ
- ひらめきアトリエ
- アトリエ準備室
- ボランティア室
- デジタルラボ
- 体験ステージ
- メンテナンス室
- ノーベル賞受賞者からの手紙
- 実物元素周期表
- 休憩スペース

## 天球劇場
（出典：）
- 座席数：226席
- 光学式プラネタリウム投影機「MEGASTAR-IIA(ES)」
  - 13等級まで、1500万の星々を表現。
- デジタル式プラネタリウム：「Uniview」
  - 4Kの映像を2台のプロジェクターでドーム全体に投影。

## 利用案内
（出典：）
- 開館時間：9:00-17:00（入館16:30まで）
- 休館日：毎月最終月曜日、年末年始ほか、臨時休館あり
- 交通アクセス
  - 常磐自動車道日立中央ICから8分。
  - JR常磐線日立駅中央口から徒歩3分。